# شایوپتری
شایوپتری (به مجاری:  Sajópetri) یک منطقهٔ مسکونی در مجارستان است که در ناحیه میشکولتس واقع شده‌است.